# ريناتو ارتشر
ريناتو ارتشر (بالبرتغالية: Renato Archer‏) هو سياسي برازيلي، ولد في 10 يوليو 1922 في ساو لويز في البرازيل، وتوفي في 20 يوليو 1996 في ساو باولو في البرازيل. حزبياً، نشط في حزب الحركة الديمقراطية ‏. وقد انتخب عضو مجلس النواب البرازيلي ‏.